# Pieter Groen
Pieter Willemszoon Groen (gedoopt Katwijk, 17 april 1808 – Tristan da Cunha, 2 april 1902) was een visser uit Katwijk aan Zee. Hij is ook bekend onder de naam Peter William Green.

## Biografie
Groen werd in 1808 in Katwijk geboren als zoon van Willem Pietersz Groen en van Jaapje Schaap. Hij leed in 1836 schipbreuk met de Amerikaanse schoener Emily voor de kust van het verafgelegen eiland Tristan da Cunha en bleef daar de rest van zijn leven. Hij trouwde er en speelde een belangrijke rol in de kleine, op gelijkheid gebaseerde, samenleving van Tristan da Cunha. Hij veranderde zijn naam in Peter Green en werd woordvoerder/gouverneur van het eiland en maakte zich onder meer verdienstelijk door het redden van drenkelingen. Zowel de president van de Verenigde Staten als koningin Victoria van Engeland gaven hem geschenken als bewijs van hun erkentelijkheid. In het Nieuws van de Dag werd hij in 1897 betiteld als de "ongekroonde koning van Tristan da Cunha". Zijn nazaten op Tristan da Cunha heten Green. Over het leven van Pieter Groen en zijn verblijf op Tristan da Cunha werd een aantal boeken geschreven. Groen overleed in 1902, bijna 94 jaar oud, op Tristan da Cunha.
In 1978 werd in Katwijk het Pieter Groen College een school voor voortgezet onderwijs naar hem genoemd.